# Helmut Krumminga

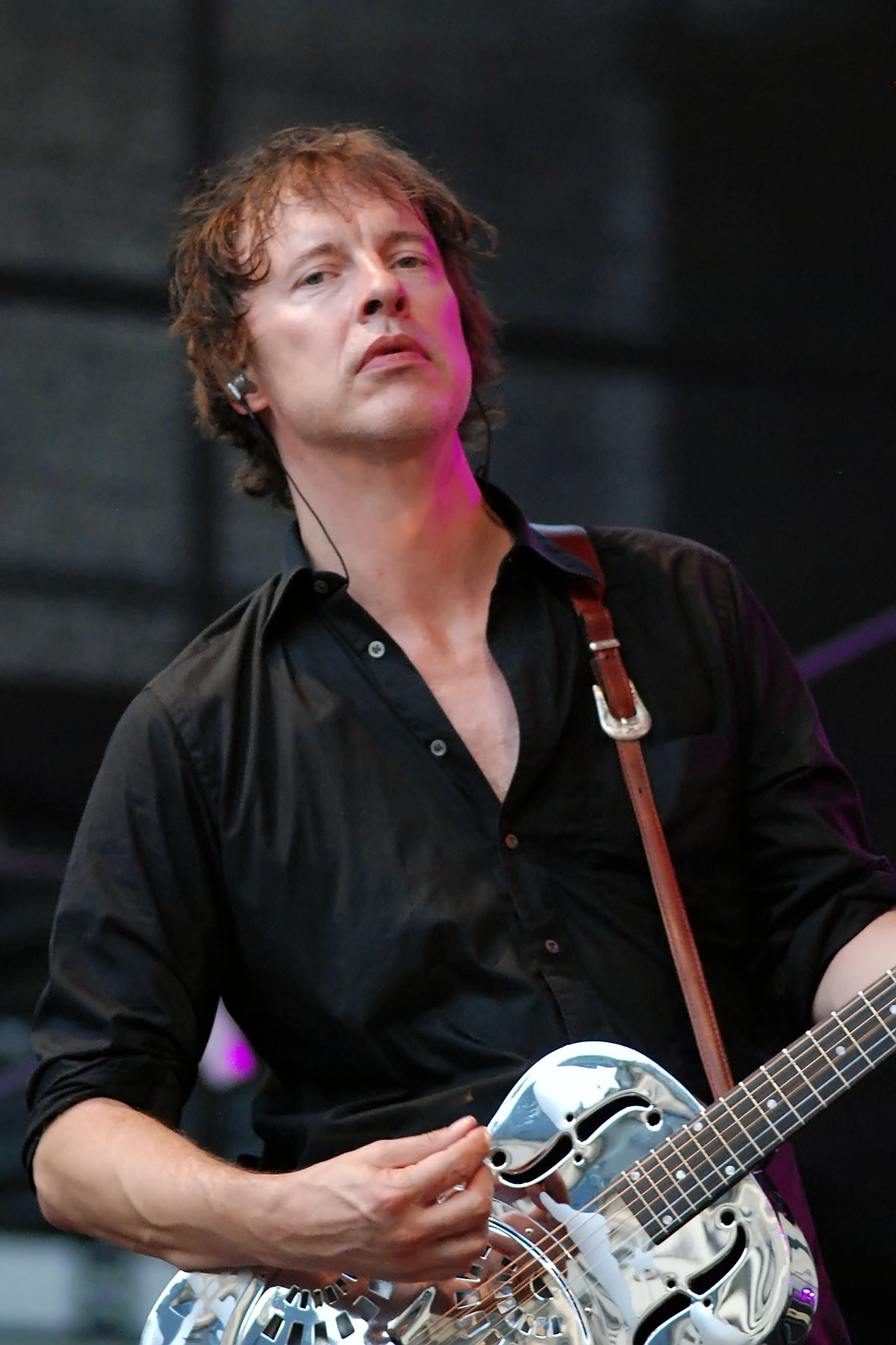
Helmut Krumminga (2009)

Helmut Krumminga (* 22. Dezember 1961 in Papenburg) ist ein deutscher Rock-Gitarrist.
Er zog nach der Schulausbildung nach Köln, um dort Jazzgitarre zu studieren. Nach nicht bestandener Aufnahmeprüfung begann er in den 1980er Jahren, sich in Clubs und auf Festivals einen Namen zu machen.
Krumminga spielte unter anderem mit L.S.E., Paint the Town und Wolf Maahn, danach mit Gerd Köster und Frank Hocker. Außerdem spielt er als Inga und Krumminga einige Konzerte im Jahr als Duo mit Inga Rumpf, aber auch mit den BAP-Musikern Werner Kopal und Michael Nass sowie dem Hamburger Schlagzeuger Robin Fuhrmann zusammen als Band unter dem Namen KK'nF mit Inga Rumpf. 
Von 1999 bis 2014 war er Leadgitarrist von BAP und schrieb seit dem 2001 erschienenen Album Aff un zo viele Lieder für die Band. Er war auch Gitarrist bei Wolfgang Niedecken & WDR Big Band, einem Soloprojekt des BAP-Sängers.